# Кафка (мини-сериал)
«Кафка» (нем. Kafka) — австрийский 6-серийный телесериал 2024 года режиссёра Давида Шалько и сценариста Даниэля Кельмана с Йоэлем
Басманом в главной роли Франца Кафки. Его премьера состоится в программе Berlinale Series Market в феврале 2024 года в рамках Берлинского кинофестиваля. Телепремьера проекта состоялась 26 и 27 марта 2024 года и была приурочена столетию со дня смерти Кафки.

## Сюжет
Помимо непростых отношений Кафки с его тираническим отцом, в сериале рассказывается о его любовных отношениях с Фелицией Бауэр, Миленой Есенской и Дорой Диамант, а также о его дружбе с Максом Бродом. Сценарий основан на трёхтомной биографии Кафки, написанной биографом писателя Райнером Стахом.

## В ролях
- Йоэль Басман[англ.] — Франц Кафка
- Давид Кросс — Макс Брод
- Николас Офчарек — Герман Кафка, отец Франца
- Мариам Авалиани — Элли Кафка, сестра Франца
- Лив Лиза Фрис — Милена Есенская
- Лия фон Бларер —  Фелиция Бауэр
- Тамара Ромера Хинес —  Дора Диамант
- Роберт Штадлобер —  Феликс Вельтш
- Верена Альтенбергер —  Роберта
- Ларс Айдингер — Рильке
- Катарина Тальбах — домовладелица
- Кристиан Фридель — Франц Верфель
- Александр Пшилль — доктор Нейман
- Мари-Луиза Стокингер — Грета Блох

## Производство
Съёмки проходили с 28 февраля по 19 июня 2023 года в Вене, Зальцбурге и Нижней Австрии. В частности, в железнодорожном музее «Штрасхоф».
Сериал был снят австрийской компанией Superfilm (продюсеры Давид Шалько и Йон Люфтнер) при участии Österreichischer Rundfunk, Австрийского телевизионного фонда и Венского фонда кино.
Первоначально на роль Макса Брода был объявлен Даниэль Брюль.

## Восприятие
Биргит Фусс (Rolling Stone) оценила сериал на 3,5 балла по пятибалльной шкале. По её мнению, тот оставляет зрителя после просмотра в лёгком недоумении: «Эпизоды скачут во времени, в ракурсах и в стиле повествования — иногда это здорово (например, как использована притча о привратнике „Перед законом“), иногда и раздражает». В то же время критик осталась высокого мнения об актёрских работах, в особенности Кросса и Басмана. Арно Франк писал в Der Spiegel, среди прочего: «На самом деле, вы никогда не видели на немецком телевидении столь блестящего и приятного биографического фильма, как этот. „Кафка“ устанавливает новые стандарты в этом жанре». Салман Рушди посчитал работу Шалько «лучшей инсценировкой жизни великого Кафки, какую только можно себе представить».

## Список эпизодов[12]
| № | Название                                              | Дата выхода   |
| - | ----------------------------------------------------- | ------------- |
| 1 | Max                                                   | 1 января 2024 |
| 2 | Felice                                                | 1 января 2024 |
| 3 | Familie                                               | 1 января 2024 |
| 4 | Bureau                                                | 1 января 2024 |
| 5 | Milena                                                | 1 января 2024 |
| 6 | Dora                                                  | 1 января 2024 |
| 7 | Kafka und ich - Wer war der legendäre Schriftsteller? | 1 января 2024 |